# Wilhelm van der Vyver
Wilhelm van der Vyver (né le 22 septembre 1989 à Grabouw) est un athlète sud-africain spécialiste du sprint.

## Palmarès

### Championnats du monde junior d'athlétisme
- Championnats du monde junior d'athlétisme 2008 à Bydgoszcz,  Pologne
  -  Médaille d'argent sur 100 m
  -  Médaille de bronze du relais 4 × 100 m

### Universiade
- Athlétisme à l'Universiade d'été de 2009 à Belgrade,  Serbie
  -  Médaille de bronze du relais 4 × 100 m

## Records
| Épreuve    | Performance | Lieu     | Date          |
| ---------- | ----------- | -------- | ------------- |
| 100 mètres | 10 s 30     | Pretoria | 18 avril 2008 |
| 200 mètres | 20 s 73     | Durban   | 21 mars 2010  |